# Het absolute wapen
Het absolute wapen is het achtste stripalbum uit de reeks Lefranc, bedacht en geschreven door Jacques Martin en getekend door Gilles Chaillet. 
Het verhaal startte in april 1982 in nummer 17 van stripblad Kuifje en liep tot en met nummer 24.
Het eerste album werd in 1982 uitgegeven door uitgeverij Casterman als softcover met nummer 8 in de serie Lefranc. 
Deze uitgave kent verschillende herdrukken, in ieder geval in 1982 (vanwege fout op de achterkaft waar slechts zes titels genoemd werden van Lefranc), 1987, 1990, 2001 en 2015.

## Het verhaal
In 1928 wordt ex-oorlogsvlieger Pierre Lorrain een baan aangeboden: hij moet een drietal mensen ophalen met een vliegtuig uit Tirol. Nadat deze mensen opgehaald en de Zwitsers-Franse grens is gepasseerd, is het vliegtuig neergestort in Zellwiller. Van de inzittenden wordt geen spoor gevonden.
Het is zijn zoon Michel Lorrain die de journalist Guy Lefranc benadert om uit te zoeken wat er met zijn vader is gebeurd, vooral nu hij een brief van hem uit Obernai in de Elzas heeft ontvangen.
Lefranc gaat op onderzoek uit en er wordt al snel een aanslag op hem gepleegd waarbij een onbekende schutter hem te hulp schiet. Hij vindt uiteindelijk een oude man die Pierre Lorrain blijkt te zijn, maar die bang is voor een machtige organisatie die hem in zijn greep heeft. 
Lefrancs onbekende redder maakt zich bekend als Axel Borg. Die vertelt over de organisatie genaamd OWL, een samenzwering die teruggaat voor de oorlog. De organisatie ontwikkelt een absoluut wapen dat hij in handen wil krijgen. Hij sluit een wapenstilstand met Lefranc totdat Pierre Lorrain uit de greep van OWL bevrijd is.
Het absolute wapen is bedacht en gemaakt door een groot aantal geleerden, waaronder die door Lorrain uit Tirol waren gehaald. Het is een superlaser die via reflectie op de kern van de aarde een ander deel van de aardkorst kan doen beven.
Na enige verwikkelingen weten ze Pierre Lorrain mee te krijgen en de plannen op microfilm te pakken te krijgen, al blijkt dat uiteindelijk maar de helft te zijn. OWL sluit met Borg een wapenstilstand.